# Psammocora explanulata
Espèce
Statut de conservation UICN

 LC  : Préoccupation mineure
Statut CITES
Psammocora explanulata  est une espèce de coraux de la famille des Psammocoridae.

## Taxonomie
Pour plusieurs sources, dont le World Register of Marine Species, ce taxon est invalide et lui préfèrent Cycloseris explanulata Van der Horst, 1922.

## Publication originale
- van der Horst, 1922 : Madreporaria: Agariciidae. Report of the Percy Sladen Trust Expedition to the Indian Ocean 1905, Volume 7. Transactions of the Linnean Society of London, sér. 2, Zoology vol. 18, n. 1, pp. 417-429 (en).